# И повсюду тлеют пожары (мини-сериал)
«И повсюду тлеют пожары» (англ. Little Fires Everywhere) — американский драматический мини-сериал, основанный на одноименном романе Селесты Инг. Главные роли исполнили Риз Уизерспун и Керри Вашингтон.  Премьера состоялась на сервисе Hulu 18 марта 2020 года. В России доступен на ivi c 19 марта 2020 года.

## Сюжет
Элена Ричардсон — богатая и влиятельная женщина, любящая мать и жена, проживающая в маленьком городке Шейкер-Хайтс. Ее жизнь, на первый взгляд, идеальна. Но все кардинально меняется, когда в город переезжает художница Мия Уоррен. Женщины разного социального положения не находят точки соприкосновения и это приводит к череде ужасных событий.

## Актерский состав

### В главных ролях
- Риз Уизерспун — Элена Ричардсон
- Керри Вашингтон — Миа Уоррен
- Розмари Деуитт — Линда Маккалоу
- Джошуа Джексон — Билл Ричардсон
- Джейд Петтиджон — Лекси Ричардсон
- Джордан Эльзасс — Трип Ричардсон
- Гэвин Льюис — Муди Ричардсон
- Меган Стотт — Иззи Ричардсон
- Лекси Андервуд — Перл Уоррен

### Во второстепенных ролях
- Пол Йен — Скотт
- Хуан Лу — Биби Чоу
- Джофф Стульц
- Джейми Рэй Ньюман — Элизабет
- Обба Бабатунде — Джордж Райт
- Джесси Уильямс — Джо Райан
- Бритт Робертсон — Рэйчел
- Кристоффер Полаха
- Остин Бэсис — Питер
- Регги Остин
- Байрон Манн — Эд Лан

### Приглашенные актеры
- Аннасофия Робб — Элена в молодости
- Тиффани Бун — Миа в молодости
- Алона Таль — Линда в молодости
- Мэтт Барнс — Билл в молодости
- Энди Фавро — Марк в молодости
- Люк Брейси — Джеймс Каплан

## Список эпизодов
| № | Название                                 | Режиссёр     | Автор сценария | Дата премьеры  |
| - | ---------------------------------------- | ------------ | -------------- | -------------- |
| 1 | «The Spark» «Искра»                      | Линн Шелтон  | Лиз Тайглаар   | 18 марта 2020  |
| 2 | «Seeds and All» «Семена и все остальное» | Майкл Уивер  | Нэнси Вон      | 18 марта 2020  |
| 3 | «Seventy Cents» «Семьдесят центов»       | Майкл Уивер  | Раамла Мохамед | 18 марта 2020  |
| 4 | «The Spider Web» «Паутина»               | Линн Шелтон  | Аттика Лок     | 25 марта 2020  |
| 5 | «Duo» «Дуэт»                             | Линн Шелтон  | Роза Хэнделман | 1 апреля 2020  |
| 6 | «The Uncanny» «Необъяснимое»             | Зинга Стюарт | Шэннон Хьюстон | 8 апреля 2020  |
| 7 | «Picture Perfect» «Идеальная картина»    | Зинга Стюарт | Харрис Данов   | 15 апреля 2020 |
| 8 | «Find a Way» «Найти способ»              | Линн Шелтон  | Эми Токингтон  | 22 апреля 2020 |

## Производство
В сентябре 2017 года Риз Уизерспун выбрала роман «И повсюду тлеют пожары» книгой месяца в своем книжном клубе, который ведет в инстаграме. После этого роман стал бестселлером, а продюсерская компания Риз Hello Sunshine выкупила права на ее экранизацию. Адаптировать книгу и написать сценарий предложили 
Лиз Тайглаар.
Съемки начались в Лос-Анджелесе 31 мая 2019 года, а завершились 23 октября 2019 года. Официальный саундтрек был выпущен 17 апреля 2020 года студией Hollywood Records и включал в себя кавер-версии, записанные Джудит Хилл, BELLSAINT, Руби Аманфу, Лорен Рут Уорд и оригинальную песню, написанную Ингрид Майклсон.

## Реакция
На сайте агрегатора отзывов Rotten Tomatoes сериал имеет 76% «свежести» на основе 58 обзоров, а средний рейтинг составляет — 6,3 из 10.  На сайте Metacritic  средняя оценка составляет — 70 из 100, что означает «в целом благоприятные отзывы».